# Ypres Business Park
 (juin 2023).
 (juin 2023).
La mise en forme du texte ne suit pas les recommandations de Wikipédia : il faut le « wikifier ».
Les points d'amélioration suivants sont les cas les plus fréquents. Le détail des points à revoir est peut-être précisé sur la page de discussion.
- Les titres sont pré-formatés par le logiciel. Ils ne sont ni en capitales, ni en gras.
- Le texte ne doit pas être écrit en capitales (les noms de famille non plus), ni en gras, ni en italique, ni en « petit »…
- Le gras n'est utilisé que pour surligner le titre de l'article dans l'introduction, une seule fois.
- L'italique est rarement utilisé : mots en langue étrangère, titres d'œuvres, noms de bateaux, etc.
- Les citations ne sont pas en italique mais en corps de texte normal. Elles sont entourées par des guillemets français : « et ».
- Les listes à puces sont à éviter, des paragraphes rédigés étant largement préférés. Les tableaux sont à réserver à la présentation de données structurées (résultats, etc.).
- Les appels de note de bas de page (petits chiffres en exposant, introduits par l'outil «  Source ») sont à placer entre la fin de phrase et le point final[comme ça].
- Les liens internes (vers d'autres articles de Wikipédia) sont à choisir avec parcimonie. Créez des liens vers des articles approfondissant le sujet. Les termes génériques sans rapport avec le sujet sont à éviter, ainsi que les répétitions de liens vers un même terme.
- Les liens externes sont à placer uniquement dans une section « Liens externes », à la fin de l'article. Ces liens sont à choisir avec parcimonie suivant les règles définies. Si un lien sert de source à l'article, son insertion dans le texte est à faire par les notes de bas de page.
- La présentation des références doit suivre les conventions bibliographiques. Il est recommandé d'utiliser les modèles {{Ouvrage}}, {{Chapitre}}, {{Article}}, {{Lien web}} et/ou {{Bibliographie}}. Le mode d'édition visuel peut mettre en forme automatiquement les références.
- Insérer une infobox (cadre d'informations à droite) n'est pas obligatoire pour parachever la mise en page.

Pour une aide détaillée, merci de consulter Aide:Wikification.
Si vous pensez que ces points ont été résolus, vous pouvez retirer ce bandeau et améliorer la mise en forme d'un autre article.
 (mai 2023).
Ypres Business Park, anciennement connu sous le nom de Flanders Language Valley, est un parc d'activités situé au nord de la ville belge d'Ypres en Flandre-Occidentale.
Le site est disposé en forme de spirale, rappelant l'intérieur d'une oreille interne, avec une trentaine de bâtiments et infrastructures répartis de part et d'autre, ainsi que des plans d'eau, du gazon et des arbres.

## Histoire
La technopole, créée à la fin des années 1990, s'étend sur environ 24 hectares. Elle est accessible via le Noorderring (N38), connecté à l'autoroute A19. Le site a été conçu comme une « vallée de la langue », sur le modèle de la Silicon Valley,,, autour de la société de technologie linguistique Lernout & Hauspie ainsi que d'autres entreprises apparentées,. Cette zone a bénéficié d'exonérations fiscales, de garanties bancaires et de subventions de recherche lucratives de la part du gouvernement belge.
Ypres Business Park a été inauguré officiellement par le prince Philippe de Belgique et le Premier ministre belge Jean-Luc Dehaene le 11 novembre 1998,. Cette inauguration a suscité momentanément un important engouement industriel dans le secteur informatique de la reconnaissance vocale, non seulement dans la région, mais aussi dans le reste du monde, jusqu'à la bourse de Wall Street. Plusieurs séminaires scientifiques portant sur le développement et le fonctionnement des intelligences artificielles y ont eu lieu. En 2000, la Flanders Language Valley envisageait d'accueillir une cinquantaine de compagnies en son sein.
En 2001, ce parc a été déclaré en état de faillite pour plusieurs dizaines de millions d'euros. Par conséquent, certains habitants d'Ypres qui avaient investi leurs économies dans divers projets, ont été affectés. Durant les années suivantes, l'ensemble des bâtiments, pourtant en bon état, reste à l'état d'abandon.
En 2007, le site attire l'attention de plusieurs acheteurs potentiels. L'année suivante, deux entreprises flamandes proposaient de racheter le terrain pour y développer leurs activités économiques.
Entre 2015 et 2018, les autorités régionales ont entrepris de réaménager le terrain en vue d'y installer des équipements publics et privés.

## Documentaire
Le documentaire Planète finance, épisode Les flambeurs d'actions, réalisé en 2022 par Marije Meerman, aborde le scandale financier entourant Lernout & Hauspie ainsi que la désertification du site Flanders Language Valley.

## Articles annexes
- BioLiège
- Science Parks of Wallonia
- Sart-Tilman
- Initialis